# 제1기 최고인민회의 대의원 선거
제1기 최고인민회의 대의원 선거는 1948년 8월 25일에 열린 초대 최고인민회의 선거다. 대의원 572명을 선출하였다.
당시 헌법에 따라 초대 최고인민회의 대의원의 임기는 3년으로 규정되어 있었으나 6·25 전쟁으로 인해 3년이 지난 1951년 제2대 대의원 선거가 실시되지 못하였다. 따라서 초대 대의원들은 "최고인민회의는 비상한 사태가 생겼을 경우에는 이 사태가 계속될 때까지 헌법에 규정된 임기를 초과하여 자기 권한을 행사할 수 있다"는 헌법 제46조 규정에 따라 제2대 대의원 선거가 실시된 1957년까지 그 직을 수행하였다.

## 배경
1948년 6월 29일부터 7월 5일까지 평양에서 열린 제2차 전조선제정당,사회단체연석회의에서는 먼저 1차 협상의 성과를 재확인했다. 남북 총선거를 실시하고, '남북조선 대표자들로 조선 중앙정부를 수립할 것'이 결정되었다. 이 결정에 따라 북에서는 총선거를 통하여 조선최고인민회의 대의원을 선출하기로 하였다. 그리고 남에서는 공개선거가 불가능한 '특수한' 사정을 고려하여 이중 비밀 지하 선거를 실시하기로 결정하였다

## 선거

### 이북 선거
이북에서는 8월 25일에 총선거가 실시되었다. 6시에 시작한 투표는 여섯시간만인 12시에 마감되었다. 투표율은 99.97%였다. 선거구 212개에 후보는 모두 1217명이었다. 그중 227명이 북조선로동당을 비롯한 주요정당들의 연합체인 북조선민주주의민족전선의 공동후보였다. 단일 후보로 내는 것이 원칙이었지만, 15개 지역에서 복수 후보가 출마했다. 투표는 흑백함에 찬성 또는 반대표를 던지는 찬반 투표였다. 유권자들은 212명의 공동 후보에게 98.49%의 찬성표를 던졌다. 이렇게 이북지역의 조선최고인민회의 대의원 212명이 당선되었다

### 이남 선거
이남에서는 공개선거가 불가능한 특수한 사정을 고려하여 이중 비밀 지하 선거를 실시하기로 결정해 7월 중순부터 조선최고인민회의 대의원을 선거할 대표자들을 선출하는 '예비선거'에 돌입했다. 선거관리는 남쪽의 남조선로동당과 중도파 정당들이 연합하여 만든 '조선최고인민회의 남조선대의원선거지도위원회'에서 담당했다. 선거방식은 선거운동원들이 후보자의 이름이 적힌 종이를 들고 다니며 찬성하는 사람들의 도장이나 손도장을 받는 것이었다. 선거가 비밀리에 진행되었기 때문에 공정성이나 대표성에서 근본적인 한계를 가질수밖에 없었다. 이를 통해 '남조선 대표자' 1080명이 선출되었다. 이들은 8월 23일부터 25일까지 해주에 모여 '조선최고인민회의 대의원 선거를 위한 남조선 인민 대표자대회' 본회의를 개최했다. 대회 마지막날 북측의 8.25 총선에 맞춰 대표자들은 대의원 360명을 선출했다. 남과 북에서 조선최고인민회의 대의원 572명이 선출된 것이다

### 선거 결과
| 정당               | 의석 수 |
| ------------------ | ------- |
| 북조선로동당       | 157석   |
| 북조선민주당       | 35석    |
| 북조선천도교청우당 | 35석    |
| 민주독립당         | 20석    |
| 근로인민당         | 20석    |
| 인민공화당         | 20석    |
| 기타 정당          | 171석   |
| 무소속             | 114석   |
| 합계               | 572석   |

## 명단
이북 선거
김상철 최금복 최숙량 홍기황 전정일 리동영 원홍구 황일보 김일성 최승희 강량욱 박상순 김정학 강인규 장시우 김기주 최월성 김만수 김두봉 박준언
허가이 김선길 김태붕 엄영관박식 김정주 김재욱 안신호 김명석 홍면후 차지훈 김낙도 김득란 문의식 최룡건 리히붕 리주연 리유면 석태룡 홍기주 
최응려 김성옥 채기욱 최흥선 김윤절 김황일 리진숙 박창옥 김기남 최경덕 고준택 최광 백옥녀 김룡국 김세률 허신 정준택 최윤옥 원천준 전찬배 리강국 
방학세 김복진 오호석 리지찬 김길수 조열 한춘녀 림정순 조태우 김응률 김성률 전언욱 박윤길 조재한 박일영 문치화 김형건 김보패 오기섭 오영자 
리병제 강인걸 김승현 리붕년 최용건 리창규 안영길 남일 김한일 채백히 김영환 최산화 박일우 리청송 최선비 계동선 김재록 김책 김호수 태성수 정신현 
최창익 전윤도 김웅기 김일 오태영 권녕주 박정애 김순일 김필주 림풍원 김유영 리문환 박훈일 송봉욱 김창록 황태열 김제원 오신남 리식 리숙려 김만중 
김명리 리기영 리병호 정성업 원만수 조금성 전숙자 라서운 윤히구 서병수 김병주 정일룡 강준삼 최봉수 허정숙 박근모 리보열 최용달 송태준 김한중 
리용덕 리종권 한일무 권병철 한영규 림택 김찬 한장호 김달현 안시도 리숙진 리영 주녕하 신용복 한양음 박시운 김수현 채기남 최관용 리재영 한도경 
김학종 김렬 최기배 김한웅 최전자 김덕흥 리창하 한도겸 윤상만 오제영 주만술 김업돌 주황섭 리면후 고광한 리홍렬 주창선 김현국 김민산 박선옥 
라청송 현승갑 리동화 허만수 김욱빈 고히만 박보옥 리붕남 박용한 김영수 한설야 강진건 김정순 장해우 김태련 리종완 오옥별 리원일 장순명 리진근 
김광준 허남히 리숙경 김도성 박영성 전중학 강건 김란주화

이남선거
박헌영 이용 허헌 장권 허성택 이점순 김성규 김창준 강순 박문순 함세덕 홍명희 김병제 윤수 유영준 이영 이병남 이주하 최성환 이극로 김원봉 김기도 이승엽 이근우 이선재 김백동 김점권 조복례 정주하 탁창혁 조희영 김달삼 정진섭 이정열 홍면옥 박승극 이인동 박병직 홍남표 이기석 박원준 윤인영 염정권 신상동 이여성 이호제 박찬혁 김용호 유영윤 이두산 김의순 이만규 우봉운 김남천 원효순 홍선우 홍철희 강옹진 손두환 손종열 강윤원 문민운 김순남 이영준 이규희 유석균 최한식 박춘언 김재율 장우욱 조원숙 최선규 박세영 홍광준 이상언 길원팔 이해수 이상순 윤용준 유기섭 김연필 주해 송준호 이동선 이상갑 장상봉 김봉순 주진황 황욱 최인 장길룡 한장수 김오성 조중곤 이상준 구재수 홍기문 김계림 백낙영
김문환 유금봉 박봉우 이종만 정인석 문두재 이송정 김용희 임동욱 이석하 김일선 박상준 이욱 함익록 정운영 윤병관 이병노 성주식 이석보 송완석 김무삼 김홍기 전영기 송명헌 이민용 변기창 박진홍 이영주 유진영 조용세 장준 이재향 이능종 유형규 김상주 유동열 조용래 김삼룡 이기환 김용욱 이종명 하영숙 문옥순 노명환 김광수 정백 양보현 맹두은 문동용 이순저 전갑순 장기욱 염의현 김효원 천성옥 김용원 김정애 정주경 안영묵 장철 이혁영 임재영 이용선 송규환 현훈 김명환 백남운 정재철 유용상 양흥극
윤행중 홍증식 이복기 허준 고창남 이정구 임상순 양원모 윤재봉 김창한 김영재 조범구 노석귀 서갑순 정세호 신진우 백병익 유해붕 채준석 김탁 박기호 신남철 문홍기 정길성 송금애 배형한 조동석 최한철 김선초 이원일 한상묵 박건병 김인배 김상혁 정세열 김온 이훈 백응렵 강문석 선동기 이창수 고철우 길진섭 이칠성 김영섭 나승규 김기수 김동일 조운 정대석 김호영 최석순 송종근 나윤출 송을수 이상호 송언필 최익한 이진 김영윤 김태홍 오영 박형욱 최준영 오기옥 이동근
한창교 최원택 정칠성 이춘수 정연태 조중광 곽주석 한일수 서창섭 박철 김의수 문상직 박문규 박정현 김진호 김용담 장하명 김상순 김시겸 신현우 이인규 김일청 신순직 김은한 박복조 오철주 박창구 노진한 신순례 이상훈 정종식 안영일 정노식 박필환 이정숙 박은성 조우방 이한기 조성규 민기원 허하백 한종수 이성백 정재선 김재용 이동탁 김태자 안기성 권오직 성태래 강신우 김해천 이경동 이구훈 이병일 현보열 신백현 김기택 이창빈 전갑순 정인출 조영래 이재영 김시엽 김수일 김형태 고석환 윤형식 박종태 황운봉 옥문환 여운철 김철호 한경수 김충규 하만호 고경인 안희남 김낙진 백재섭 윤증우 박치호 이서향 이관술 강철 전봉화
유명석 권은해 전병기 한태성 김완근 이흥연 오재열 김철수 이병희 김병제 이태성 송재현 강성재 조복애 이철 홍진 강영순 하필원 김유태 윤상열 마종화 김병문 이두원 정남조 김숭모 김태성 민혁조 이강무 김영은 설병호 정철 박치화 홍승극 권태봉 신상훈 송성철 백파 안세훈 김해진 고진희 강규찬 백재섭

## 같이 보기
- 대한민국 제헌 국회의원 선거